# 布爾穆斯鎮區 (明尼蘇達州卡斯縣)
布爾穆斯鎮區（英語：Bull Moose Township）是一個位於美國明尼蘇達州卡斯縣的行政鎮區。

## 人口
根據2020年美國人口普查的數據，布爾穆斯鎮區的面積為93.20平方千米，當中陸地面積為88.90平方千米，而水域面積為4.30平方千米。當地共有人口145人，而人口密度為每平方千米2人。